# Rallye Korsika 1974
Die 18. Rallye Korsika war der 8. Lauf zur Rallye-Weltmeisterschaft 1974. Sie fand vom 30. November bis zum 1. Dezember in der Region von Bastia statt.

## Klassifikationen

### Endergebnis
| Rang | Fahrer               | Co-Pilot                | Auto                     | Zeit (Std./Min./Sek.) | Rückstand Sieger(Std./Min./Sek.) Rückstand V (Min./Sek.) |
| ---- | -------------------- | ----------------------- | ------------------------ | --------------------- | -------------------------------------------------------- |
| 1    | Jean-Claude Andruet  | Michèle Espinosi-Petit  | Lancia Stratos HF        | 4:49:10               | 0:00:00 00:00                                            |
| 2    | Jean-Pierre Nicolas  | Vincent Laverne         | Alpine-Renault A110 1800 | 4:52:38               | 0:03:28                                                  |
| 3    | Jean-Luc Thérier     | Michel Vial             | Alpine-Renault A110 1800 | 5:12:09               | 0:22:59 19:31                                            |
| 4    | Jean-Pierre Manzagol | Jean-François Filippi   | Alpine-Renault A110 1800 | 5:14:43               | 0:25:33 02:34                                            |
| 5    | Gérard Larrousse     | Christian Delferier     | Alpine-Renault A110 1800 | 5:16:47               | 0:27:37 02:04                                            |
| 6    | Fulvio Bacchelli     | Bruno Scabini           | Fiat 124 Abarth Rallye   | 5:26:27               | 0:37:17 09:40                                            |
| 7    | Jean-Louis Clarr     | Jean-François Fauchille | Opel Ascona              | 5:33:57               | 0:44:47 07:30                                            |
| 8    | Jean-François Piot   | Jacques Jaubert         | Renault 17 Gordini       | 5:37:45               | 0:48:35 03:48                                            |
| 9    | Jean-Marie Soriano   | Robert Simonetti        | Alpine-Renault A110 1800 | 6:08:38               | 1:19:28 30:53                                            |
| 10   | Guy Fréquelin        | Jean Thimonier          | Alfa Romeo Alfetta       | 6:09:57               | 1:20:47 01:19                                            |

Insgesamt wurden 24 von 102 gemeldeten Fahrzeuge klassiert.

### Herstellerwertung
| Pos. | Team           | Punkte |
| ---- | -------------- | ------ |
| 1    | Lancia         | 94     |
| 2    | Fiat           | 69     |
| 3    | Ford           | 54     |
| 4    | Toyota         | 32     |
| 5    | Alpine-Renault | 29     |

Die Fahrer-Weltmeisterschaft wurde erst ab 1979 ausgeschrieben.